# Daniel Edusei
Daniel Edusei (ur. 2 września 1980 w Kumasi) – ghański piłkarz grający na pozycji lewego obrońcy.

## Kariera klubowa
Karierę piłkarską Edusei rozpoczął w klubie Ghapoha Readers z Temy. W 1997 roku zadebiutował w pierwszej lidze ghańskiej. W Ghapoha Readers grał do połowy 1999 roku i wtedy też wyjechał do Europy. Został piłkarzem greckiego drugoligowca Athinaikosu AS. Na koniec sezonu 1999/2000 awansował z nim do pierwszej ligi, a w 2001 roku powrócił z Athinaikosem do drugiej ligi.
Po spadku Athinaikosu Edusei odszedł do Ethnikosu Asteras. W 2002 roku doświadczył kolejnej degradacji do drugiej ligi i latem 2002 przeszedł do Aigaleo Ateny. Grał w nim do 2008 roku, a sezon 2007/2008 spędził w Beta Ethniki. Od lata 2008 do lata 2009 występował w cypryjskim Ethnikosie Achna, z którym rozwiązał kontrakt i stał się wolnym zawodnikiem. Następnie występował w Ghanie w zespołach Liberty Professionals oraz New Edubiase United. W 2015 roku zakończył karierę.
| Sezon   | Klub             | Kraj   | Rozgrywki                 | Mecze | Bramki |
| ------- | ---------------- | ------ | ------------------------- | ----- | ------ |
| 1997/98 | Ghapoha Readers  | Ghana  | Premier League            | ?     | ?      |
| 1999    | Ghapoha Readers  | Ghana  | Premier League            | ?     | ?      |
| 1999/00 | Athinaikos AS    | Grecja | Beta Ethniki              | 28    | 0      |
| 2000/01 | Athinaikos AS    | Grecja | Alpha Ethniki             | 27    | 1      |
| 2001/02 | Ethnikos Asteras | Grecja | Alpha Ethniki             | 21    | 1      |
| 2002/03 | AO Egaleo        | Grecja | Alpha Ethniki             | 24    | 0      |
| 2003/04 | AO Egaleo        | Grecja | Alpha Ethniki             | 26    | 0      |
| 2004/05 | AO Egaleo        | Grecja | Alpha Ethniki             | 27    | 0      |
| 2005/06 | AO Egaleo        | Grecja | Alpha Ethniki             | 16    | 0      |
| 2006/07 | AO Egaleo        | Grecja | Alpha Ethniki             | 25    | 1      |
| 2007/08 | AO Egaleo        | Grecja | Beta Ethniki              | 12    | 0      |
| 2008/09 | Ethnikos Achna   | Cypr   | Protathlima A’ Kategorias | 23    | 0      |

## Kariera reprezentacyjna
W reprezentacji Ghany Edusei zadebiutował w 1998 roku. W tym samym roku był w kadrze Ghany na Puchar Narodów Afryki 1998, na którym wystąpił dwukrotnie: w meczach z Tunezją (2:0) i z Togo (1:2). W 2006 roku podczas Pucharu Narodów Afryki 2006 rozegrał dwa mecze: z Senegalem (1:0) i z Zimbabwe (1:2).